# آنتونیو د سالدانیا
آنتونیو د سالدانیا (پرتغالی: António de Saldanha)، یک ناخدای کاستیایی-پرتغالی در قرن شانزدهم میلادی بود. او نخستین اروپایی‌ای بود که در منطقه‌ای که امروزه به‌نام خلیج تیبل در آفریقای جنوبی شناخته می‌شود، لنگر انداخت و نخستین صعود به کوه تیبل (میزکوه) را انجام داد.

## پیشینه
وقایع‌نگاران گاسپار کوریا (ص ۴۱۲) و فرنان لوپس ده کاستانه‌دا (ص ۱۵۷) آنتونیو د سالدانیا را به‌عنوان یک «اشراف‌زاده تاج کاستیا» معرفی کرده‌اند که در حدود سال ۱۴۹۷ به پرتغال آمد و در خدمت دربار ماریا آراگون، ملکه پرتغال، بود. نام اصلی کاستیایی او مشخص نیست، اما «سالدانیا» احتمالاً به شهر کاستیایی سالدانیا اشاره دارد که شاید زادگاه او بوده باشد.

## سفر دریایی سال ۱۵۰۳
سالدانیا که فردی با «تجربه دریانوردی» بود، برای فرماندهی اسکادری شامل سه کشتی منصوب شد که بخشی از ناوگان آلفونسو دو آلبوکرکی در پنجمین ناوگان هند پرتغال (آلبوکرکی، ۱۵۰۳) بود که به‌سوی هند اعزام شده بود تا مستعمره پرتغالی در کوچی را تقویت کند. اگرچه این اسکادر همراه ناوگان اصلی به‌سوی هند حرکت می‌کرد، ولی گفته شده بود که دستورهای جداگانه‌ای برای گشت‌زنی در دهانه دریای سرخ و حمله به کشتی‌های عربی به آن‌ها داده شده بود.
اسکادر سه‌کشتیِ سالدانیا (شامل خود او، روی لورنسو رواسکو و دیوگو فرناندس پریرا) در اوایل ماه مه ۱۵۰۳ از لیسبون به راه افتاد، با هدف رسیدن به ناوگان اصلی آلبوکرکی که زودتر حرکت کرده بود. اما راهبری ضعیف باعث بروز اشتباهات فراوانی شد. این گروه به اشتباه وارد خلیج گینه شدند، جایی که سالدانیا و لورنسو نزدیک سائوتومه و پرنسیپ پهلو گرفتند، در حالی که از مکان کشتی سوم خبری نداشتند (دیوگو فرناندس در مسیر درست در حال حرکت بود و به‌تنهایی ادامه داد). این دو کشتی باقی‌مانده به‌سختی و برخلاف جریان‌ها و بادهای مخالف، در امتداد ساحل آفریقا به سوی جنوب حرکت کردند. در میانه راه نیز سالدانیا و لورنسو از یکدیگر جدا شدند.

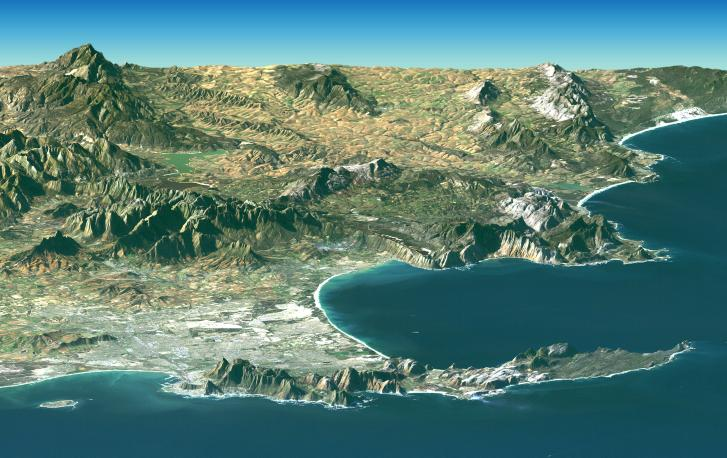
کیپ‌تاون: خلیج تیبل (چپ)، شبه‌جزیره کیپ پوینت (راست) و خلیج فالس (پشت)

در ادامه، باز هم به‌خاطر راهبری نادرست، سالدانیا در عبور از دماغه دچار خطا شد و در نهایت در ناحیه‌ای درست در شمال دماغه امید نیک به ساحل رسید. برای اطمینان از عبور از دماغه، او در خلیج تیبل که تا آن زمان ناشناخته بود، لنگر انداخت و به خشکی رفت. از این رو، سالدانیا نخستین اروپایی بود که در منطقه‌ای که بعدها کیپ‌تاون نام گرفت، پا به خشکی گذاشت. او به کوه صاف‌قله‌ای که در نزدیکی خلیج قرار داشت صعود کرد و نوک دماغه (Cape Point) را که در جنوب قرار داشت، شناسایی نمود. او این قله را «کوه تیبل» (Table Mountain) نام‌گذاری کرد و (بر پایه افسانه‌ای، او و همراهانش) صلیبی را روی تخته‌سنگی در نزدیکی آن حک کردند که آثار آن هنوز هم در قله لاینز هد دیده می‌شود. سالدانیا پس از آن، منابع آب خود را در چشمه‌ای محلی تأمین کرد (در این حین، در درگیری کوتاهی با مردم بومی خوی‌خوی زخمی شد) و سپس به کشتی خود بازگشت.
خلیج تیبل در سده شانزدهم توسط نقشه‌نگاران پرتغالی با عنوان Aguada de Saldanha (به‌معنای «آبگیر سالدانیا») نام‌گذاری شد. اما در سال ۱۶۰۱، دریانورد و نقشه‌نگار هلندی، یوریس فان اشپیل‌برخن، خلیجی را در شمال دماغه امید نیک با این نام شناسایی کرد. از آن پس، آن مکان جدید به‌عنوان خلیج سالدانیا شناخته شد و جایی که سالدانیا نخستین بار لنگر انداخته بود، به خلیج تیبل تغییر نام یافت.

## رویدادهای پس از آن
از این نقطه به بعد، وقایع اندکی مبهم‌اند. به‌نظر می‌رسد که سالدانیا پس از چند تلاش، سرانجام از دماغه گذشت، اما وضعیت نامناسب کشتی‌اش او را وادار کرد تا برای تعمیرات در خلیج موسل توقف کند. یادداشتی که در چشمه آب محلی بر جای مانده نشان می‌دهد که او هنوز در اکتبر ۱۵۰۳ در آنجا بوده است. در همین فاصله، روی لورنسو رواسکو در جزیره موزامبیک در انتظار او بود. چون خبری از سالدانیا نبود، لورنسو به دزدی دریایی در سواحل شرقی آفریقا روی آورد، کشتی‌هایی را در نزدیکی کیلوا کیسیوانی تصرف کرد، زنگبار و باراوا را به خراج‌گذار تبدیل کرد و با مومباسا جنگید (که در حال محاصره مالیندی متحد پرتغالی‌ها بود). دیوگو فرناندس، که از موقعیت همراهانش بی‌خبر بود، به‌تنهایی در دهانه دریای سرخ در انتظار ماند.
سالدانیا سرانجام آفریقای جنوبی را ترک کرد و در مالیندی، کنیا به لورنسو رواسکو پیوست. آن دو با هم مومباسا را مجبور به امضای پیمان‌نامه کردند و سپس به سوی دریای سرخ رفتند. سالدانیا و رواسکو زمستان ۱۵۰۳–۱۵۰۴ را در حوالی دماغه گاردافوی گذراندند و چندین کشتی بازرگانی عربی را تصرف کردند. آن‌ها بی‌خبر بودند که دیوگو فرناندس درست در نزدیکی، به‌تنهایی در جزیره سقطرا زمستان‌گذرانی می‌کرد.
در بهار ۱۵۰۴، آن‌ها بخشی از گنجینه‌های غنیمتی خود را به امانت نزد پادشاه مالیندی گذاشتند و از اقیانوس هند به سوی هند حرکت کردند. اما به دلیل آسیب‌دیدگی کشتی‌ها، مجبور شدند در جزیره آنخدیوا توقف طولانی‌مدت برای تعمیر و استراحت داشته باشند. آن‌ها بی‌اطلاع بودند که در همان زمان، نبرد کوچی (۱۵۰۴) میان پادگان کوچک پرتغالی و ارتش بزرگ زامورین کالیکوت در جریان بود.
در سپتامبر ۱۵۰۴، ناوگان هند پرتغال به فرماندهی لوپو سوارش ده آلبرگاریا آن‌ها را پیدا کرد، به آن‌ها برای اتمام تعمیرات کمک کرد، آن‌ها را به ناوگان خود ضمیمه نمود و با هم به سوی کوچی رفتند. سالدانیا در چند عملیات در اواخر ۱۵۰۴ در هند، از جمله در ویران‌سازی کدونگالور در اکتبر، شرکت داشت.
در ژانویه ۱۵۰۵، سالدانیا به ناوگان بازگشت به لیسبون پیوست. این ناوگان در مسیر بازگشت، برای برداشتن گنجینه‌اش توقفی در مالیندی داشت و در ماه ژوئیه به لیسبون رسید.

## مسافر در سال ۱۵۰۶
بر پایه گزارش ژوآئو ده باروش، آنتونیو د سالدانیا در سال ۱۵۰۶ بار دیگر با ناوگان هند پرتغال به فرماندهی تریستانو دا کونیا به اقیانوس هند بازگشت، اما این‌بار نه به‌عنوان ناخدای کشتی، بلکه به‌عنوان راهنمای دریایی برای هدایت اسکادر آلبوکرکی به سوی دماغه گاردافوی.
در اواخر ۱۵۰۶ یا اوایل ۱۵۰۷، هنگامی که ناوگان در جزیره موزامبیک منتظر بادهای مساعد بود، دریاسالار تریستانو دا کونیا، کشتی اصلی خود Sant' Iago را به‌طور موقت به فرماندهی سالدانیا سپرد و خود با قایقی کوچک برای گشت‌زنی به سواحل آفریقا رفت.
کونیا سپس با کشتی فلور د لا مار، متعلق به ژوائو دا نوا روبه‌رو شد که سال پیش هنگام بازگشت از هند، دچار نشتی شدید شده و برای تعمیر توقف کرده بود. محموله ادویه به کشتی دیگری (نامش مشخص نیست) منتقل شد و تحت فرماندهی سالدانیا قرار گرفت تا آن را به سلامت به لیسبون ببرد.
گفته می‌شود که سالدانیا در مسیر بازگشت، توقفی هم در خلیج سالدانیا (خلیج کنونی، نه خلیج تیبل) داشته است.

## فرمانده سوفالا–موزامبیک (۱۵۰۹)
در سال ۱۵۰۹، آنتونیو د سالدانیا برای دوره‌ای سه‌ساله به‌عنوان فرمانده‌کل سوفالا و جزیره موزامبیک (در شرق آفریقا) منصوب شد و جای واسکو گومس ده آبرو را گرفت. او در بهار ۱۵۰۹ به‌عنوان مسافر با یازدهمین ناوگان هند پرتغال تحت فرمان فرناندو کوتینیو راهی شد و در ماه اوت در جزیره موزامبیک پیاده شد و مسئولیت خود را آغاز کرد. در دوران خدمتش، بر برچیدن دژ پرتغالی در کیلوا کیسیوانی (کویلوآ) در سال ۱۵۱۱ نظارت داشت.
در سال ۱۵۱۲، دوره خدمت سالدانیا در سوفالا–موزامبیک به پایان رسید و فرماندار جدید سیمائو ده میرندا ده آزودو که در اکتبر وارد شد، جانشین او شد. سالدانیا فرماندهی کشتی میرندا را برای بازگشت به لیسبون بر عهده گرفت.

## فرزندان
- آیرس د سالدانیا – نایب‌السلطنه هند و فرماندار طنجه

## یادبود
- خلیج سالدانیا در آفریقای جنوبی به‌نام این کاوشگر نام‌گذاری شده است.